# Arroz con pollo
Arroz con pollo (tiếng Tây Ban Nha có nghĩa là cơm gà) là một món ăn truyền thống của Tây Ban Nha và Mỹ Latinh, có liên quan mật thiết đến món cơm thập cẩm. Ở Cộng hòa Dominica, loại đồ ăn này được gọi luân phiên là locrio de pollo, trong khi ở Saint Martin thì người dân hay gọi Arroz con pollo là lokri hoặc locreo.
Đã nổ ra một số cuộc tranh luận xung quanh việc liệu món ăn có nguồn gốc từ Tây Ban Nha hay là Puerto Rico. Nhiều người Puerto Rico lưu ý rằng sẽ không thể làm arroz con pollo nếu thiếu đi bia và dầu annatto, đồng thời nghệ tây cũng không thể thay thế được. Bia và annatto hiếm khi sử dụng trong chế biến đồ ăn ở Tây Ban Nha và không bao giờ có trong món arroz con pollo ở quốc gia này. Người Puerto Rico thường dùng annatto trong quá trình chế biến thức ăn, đặc biệt là trong các món cơm như arroz con gandules (cơm với thịt lợn và đậu triều) và arroz con maiz (cơm với ngô và xúc xích). Bia thường được sử dụng trong nhiều món ăn của Puerto Rico như poo guisado (gà hầm om) hoặc asopao de poo (cơm gà hầm). Nhiều món cơm của Puerto Rico được nêm gia vị với sofrito, một loại sốt làm từ hạt tiêu cay thường cho vào trong arroz con pollo.

Nhà văn ẩm thực Elisabeth Lambert Ortiz, khi phân tích các khía cạnh của món ăn, cho rằng nguồn gốc của món arroz con pollo dưới dạng cơm thập cẩm của Tây Ban Nha đã phản ánh những ảnh hưởng quốc tế: gà được du nhập từ Ấn Độ và gạo từ châu Á; nghệ tây được giới thiệu bởi các thương nhân người Phoenicia; cà chua và ớt (còn gọi là sofrito) giống như những người bản địa của Châu Mỹ. 

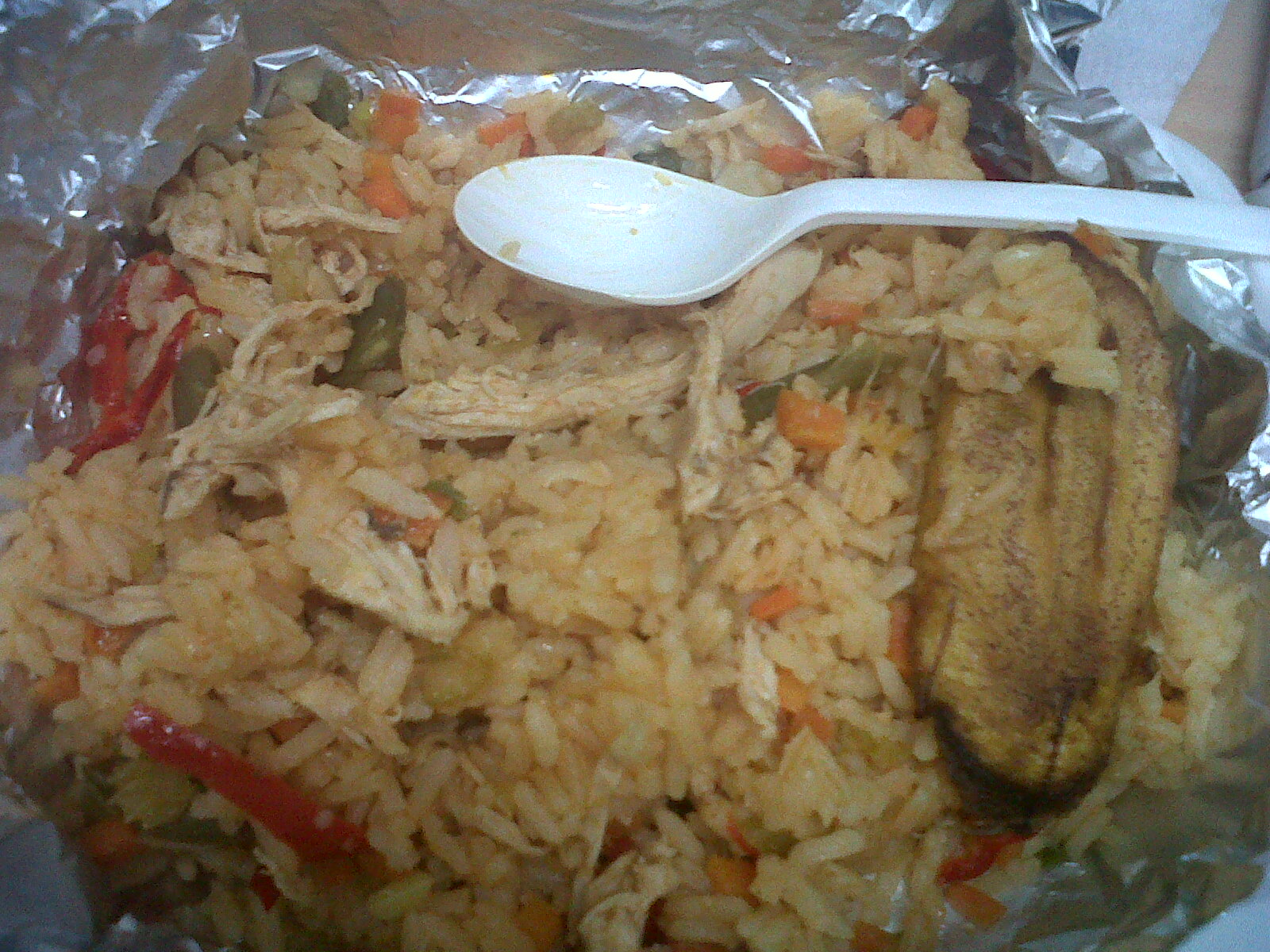
Arroz con pollo đạt chuẩn ở Bãi biển Caribbean ở Colombia và ở Panama.
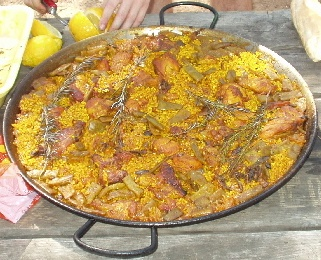
Arroz con pollo dưới dạng cơm paella.
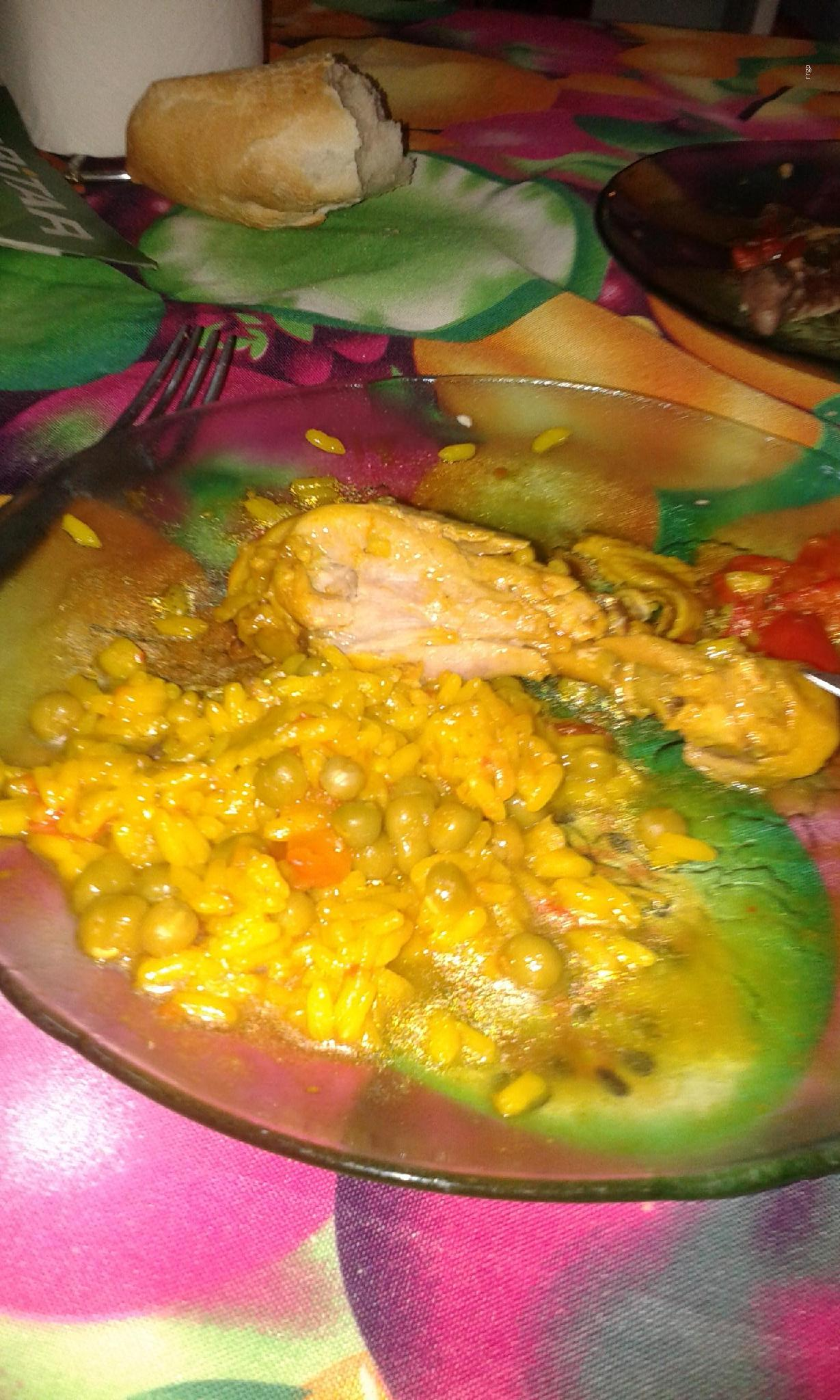
Arroz con pollo ở Ecuador.
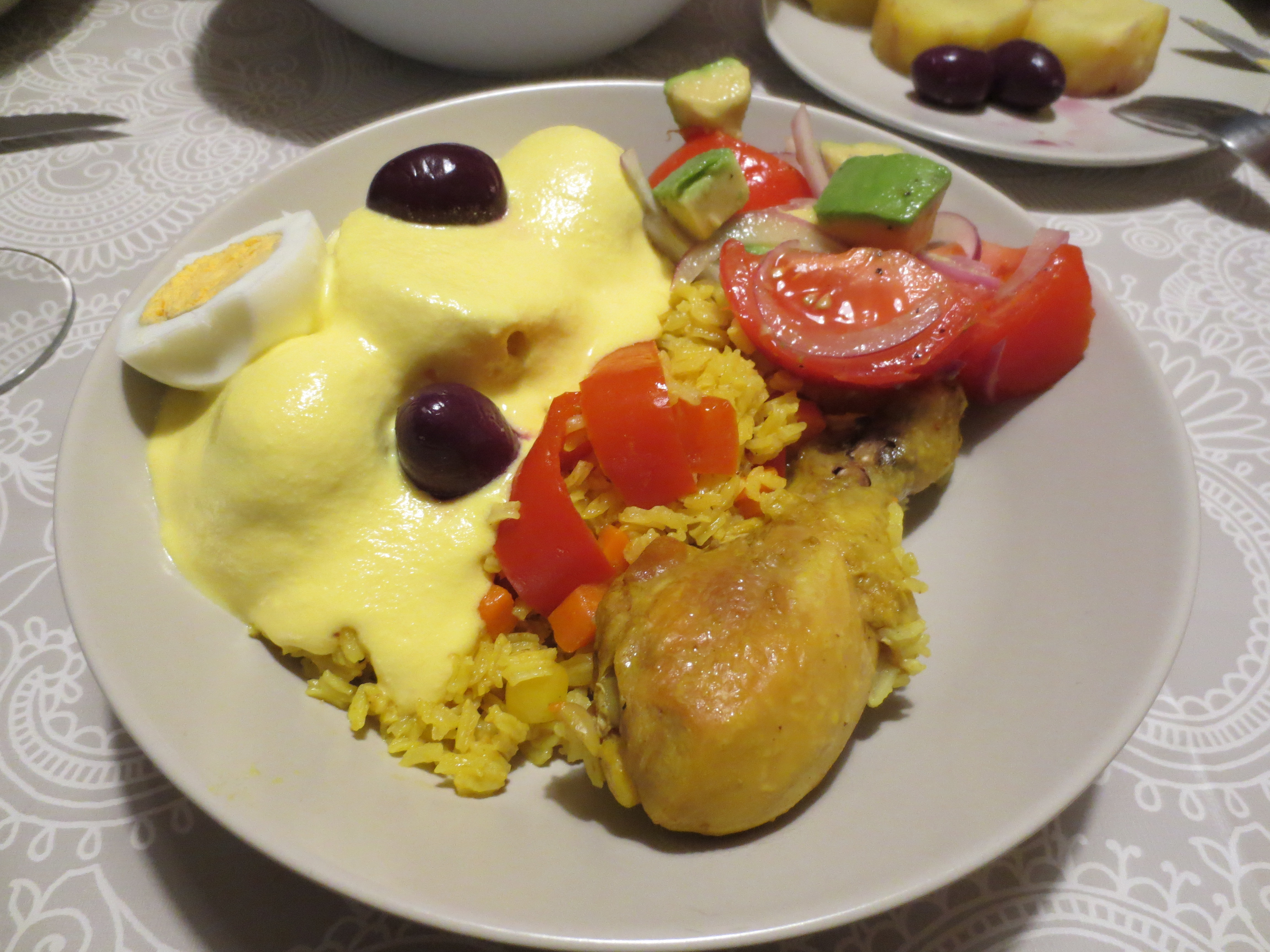
Arroz con pollo vàng, ăn kèm với khoai tây Huancaína và salad bơ cùng cà chua, ở Peru
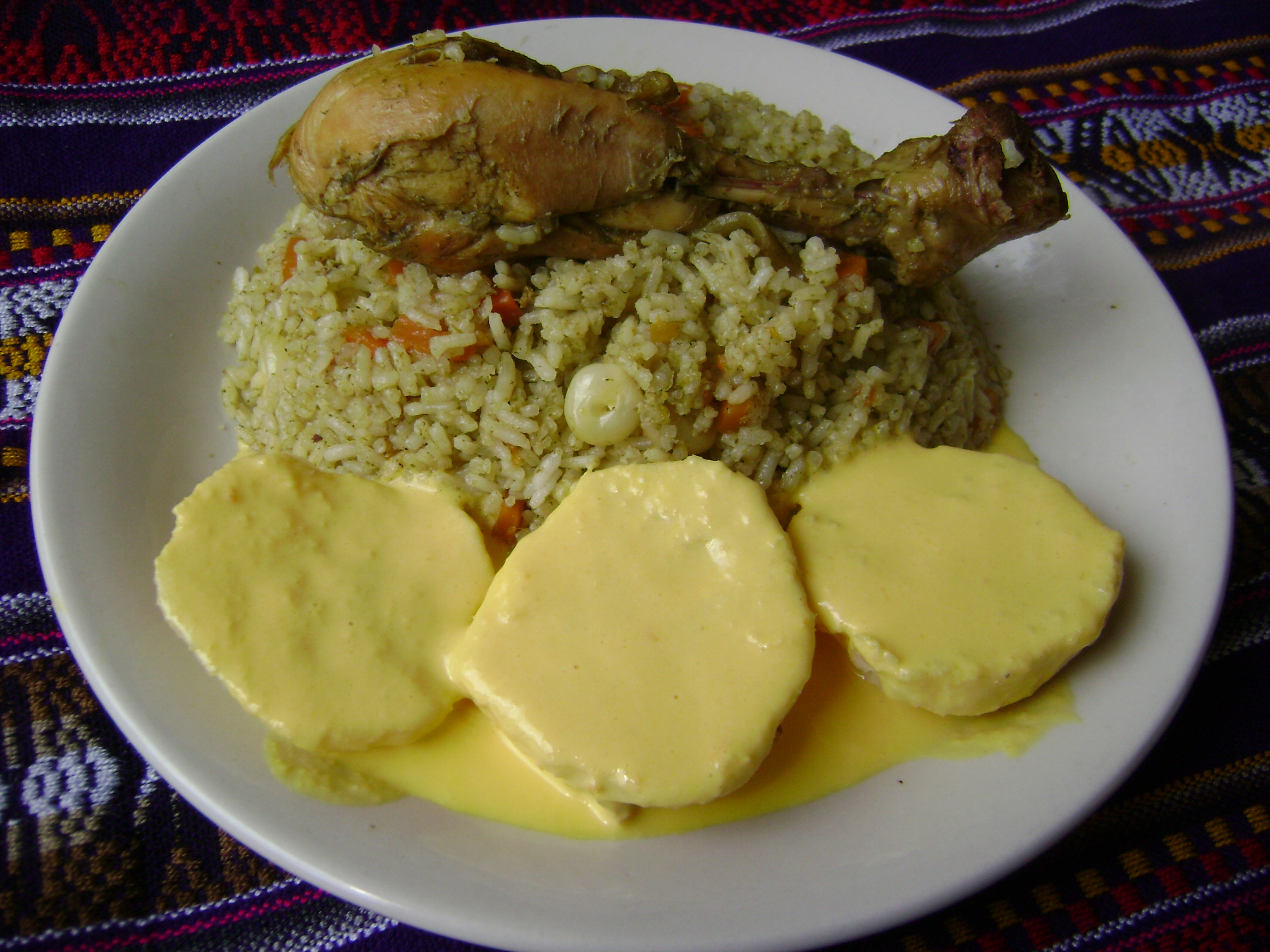
Arroz con pollo tự làm cùng papas a la huancaína (dưới cùng), Lima, Peru.

## Biến tấu
- Ở Colombia, Costa Rica và Panama, món ăn này được làm từ thịt gà xé nhỏ trộn với cơm và rau cắt nhỏ. Nó được phục vụ với xà lách và một lát chuối chín.
- Ở Ecuador, người ta dùng achiote để tạo màu vàng tươi và thường cho thêm nho khô.
- Ở Tây Ban Nha, món paella hỗn hợp được làm từ gà và thỏ (hoặc thỏ rừng) cùng với các sản phẩm truyền thống từ khu vườn tại Địa Trung Hải.
- Ở Peru, gà được nấu theo kiểu săn bắn. Họ cho thêm rau mùi để có màu xanh đặc trưng. Cơm gà vàng cũng thường được làm bằng cách thêm một ít bột palillo thay cho hành ngò. Một loại khác là cơm với gà đỏ, thành phần chính trong nước sốt là panca ají.
- Ở Venezuela, món ăn được chế biến đơn giản bằng cách hầm gà với gạo. Cơm có thể có màu vàng hoặc không, thậm chí khi hầm cơm vẫn có màu vàng cam.